# أوكو ناكاموري
أوكو ناكاموري (باليابانية: 中森 青子، بالروماجي: Nakamori Aoko) هي شخصية في سلسلة مانغا وأنمي ماجيك كايتو، بالإضافة إلى سلسلة مانغا وأنمي المحقق كونان. وهي صديقة الطفولة والاهتمام الرومانسي لكايتو كوروبا.

## خلفية عنها
كانت أوكو أفضل صديقة لكايتو منذ أن كانا أطفالًا صغارًا، مثل ران وشينتشي في المحقق كونان. حاليًا تدرس أوكو في مدرسة إيكودا الثانوية كطالبة في السنة الثانية في الفصل 2-B مع كايتو وكيكو وأكاكو وساجورو، أوكو تكره كايتو كيد لأنه استهزأ بوالدها جينزو ناكاموري، ولكنها ربما لا تدرك أن كيد هو في الواقع أفضل صديق متخفي بالنسبة لها. وقد لا تكون هذه المعلومات صحيحة؛ ومع ذلك، فإن العديد من المعجبين يتكهنون بذلك نظرًا لأن أوكو ذكية جدًا وقد اعتادت على إسقاط جملة يُعتقد أنها تشك في مشاعر كايتو الحقيقية، مما يشير إلى مخاوفها من أنه كايتو، وكانت دائمًا لطيفًتا ولكن شيئًا ما كان يؤثر فيها.

## شخصيتها
تتمتع أوكو بشخصية مزاجية، لطيفة في لحظة واحدة، وصاخبة ونارية في اللحظة التالية. مثل والدها، فهي مندفعة، وسهلة الانفعال، وكثيرًا ما تصرخ. غالبًا ما يكون كايتو كيد  على وجه الخصوص سببًا لنوباتها العنيفة والصاخبة. كما لديها أيضًا جانب مؤذ، حيث تستخدم ضعف كايتو تجاه الأسماك للانتقام منه عند مضايقته لها.
حيث تميل أوكو إلى الإشارة إلى نفسها بصيغة الغائب، وهو ما يعتبر "لطيفًا" وطفوليًا في اليابان. حيث يظهر أيضًا أنها ترتدي ملابس طفولية إلى حد كبير، وفي التنانير والسترات الصوفية عندما لا ترتدي زيها المدرسي.
تظهر أوكو أنها ذكية جدًا. ومع ذلك قد يكون لديها أيضًا تقدير منخفض للذات. ذات مرة لتثبت لوالدها أن كايتو ليس الطفل، طلبت منه الخروج في موعد في يوم سرقة الطفل. تفاجأ كايتو وقال: "لماذا أخرج مع فتاة قبيحة مثلك؟" فأجابته بالدموع "أعلم ... لكن من فضلك!"
أوكو لا تحب أن تكون وحيدة؛ حيث تلوم كايتو كيد على سرقة والدها منها لأنها تتمنى لو كان والدها في المنزل أكثر بدلاً من مطاردته كايتو كيد.

## تحليل العلاقات

#### كايتو كوروبا
كان كايتو وأوكو ناكاموري صديقين حميمين منذ أن كانا صغيرين والتقيا لأول مرة في برج الساعة. حيث تم تصويرهما على أنهما ثنائي مشابه لشينتشي كودو وران موري بما في ذلك كيفية رسم الشخصيات، باستثناء ما هو أكثر ذكاءً. غالبًا ما يتضايق كايتو بأوكو بقلب تنورتها. ومع ذلك، فقد تبين أن كايتو يحمي أوكو تمامًا ولا يبدو أنه يريدها أن تذهب في موعد مع هاكوبا ساجورو. كانت أوكة متشككة إلى حد ما في أن كايتو هو في الواقع كايتو كيد، ومن أجل إثبات براءته، أحضرته إلى فيلم عندما تم تحديد موعد لعملية سرقة. قامت بتقييد يديه بالمقعد، لكن كايتو تمكن من الهروب وتنفيذ السرقة، وبالتالي أبعد شكوك أوكو عنه. وعلى الرغم من أن أيًا منهما لم يعترف بذلك حتى الآن، إلا أنه من الواضح أن الاثنين لديهما مشاعر تجاه بعضهما البعض.
في الفصل الأخير من يايبا، في مشهد تم تعيينه بعد تخطي ثلاث سنوات، حيث قامت كيكو موموي بإخبار سايك ماين أن كايتو وأوكو أصبحا زوجين الآن، بينما أكدت صديقتهم كيكو أنها رأتهما معًا.

#### ساجورو هاكوبا
قبل السرقة في المجلد 3، وفي الفصل 3، يبدو أن هاكوبا تغازل مع أوكو بعد أن رفض كايتو عرض أوكو للذهاب إلى حفل الأمير برينس. بعد ذلك راهن ساجورو وكايتو على أنه إذا تمكن ساجورو من القبض على كيد، فسوف يذهب ساجورو إلى الحفلة الموسيقية مع أوكو، وإذا فشل على القبض على اللص، فسيذهب كايتو بدلاً من ذلك. ةعند إجراء مقابلة قبل السرقة، أشار ساجورو إلى أن "معركة الليلة لها معنى خاص بالنسبة لي". وعلى الرغم من حماسها في البداية لرغبة ساجورو في الذهاب إلى الحفلة الموسيقية معها، حيث يبدو أن أوكو أثناء السرقة الفعلية تريد أن يفشل ساجورو حتى تتمكن من الذهاب مع كايتو إلى الحفلة الموسيقية بدلاً من ساجورو. ولم يتم التطرق إلى هذه العلاقة كثيرًا منذ ذلك الحين بسبب ظهور ساجورو المحدود في ماجيك كايتو والمحقق كونان.

## نظرة عامة على ظهورها
كانت أوكو صديقًتا لكايتو كوروبا منذ أن كانا طفلين صغيرين. ومع ذلك فإنهم كثيرا ما يتشاجرون. حيث يبدو أنها كانت هدفًا للعديد من مقالب كايتو، والتي تنتقم منها بمحاولة ضربه بكل ما يمكن أن تضع يديها عليه وغالبًا بالممسحة.
أوكو تكره كايتو كيد لأنه أذل والدها جينزو ناكاموري. وهذا هو السبب جزئيًا وراء اضطرار كايتو إلى بذل مثل هذه الجهود لإخفاء هويته عنها. ومع ذلك فقد تعرض كايتو للاشتباه في كونه كايتو كيد عدة مرات. وفي إحدى الحالات، بذلت أوكو جهودًا كبيرة لإثبات براءة كايتو: حيث طلبت منه الخروج في اليوم الذي كان من المفترض أن تحدث فيه السرقة، ثم خلال الوقت الفعلي للسرقة قامت بتقييد كايتو بها. ومع ذلك، تمكن كايتو من الهروب واستخدم دمية لخداع أوكو وجعلها تعتقد أنه كان معها طوال الوقت.
وكثيرا ما تحضر أوكو عمليات سرقة كايتو كيد، على عكس الطريقة التي تحضر بها ران موري مع والدها العديد من القضايا الغامضة. ولم يضطر كايتو إلى إثبات "براءته" لها مؤخرًا، مما يشير إلى أنها "تثق" به الآن.

## أصل الاسم
اسم أوكو مشتق من اللون الأزرق للياقوت الأزرق وهو أيضًا حجر ميلادها.
الاسم المعطى "Aoko" يعني "الطفل الأزرق" باللغة اليابانية. وهذا يتناقض مع اسم زميلتها أكاكو كويزومي، والذي يعني "الطفل الأحمر".
اللقب "ناكاموري" يأتي من أكينا ناكاموري.